# Сюрвеєр
Сюрве́єр (англ. surveyor — «оглядач, доглядач, інспектор», від фр. surveiller — «наглядати, доглядати»; sur… — префікс, що означає перевищення, і veiller — «дивитися, спостерігати») — особа, яка здійснює кваліфікований огляд та оцінку застрахованих морських суден чи тих, що підлягають страхуванню, і має право давати офіційний висновок щодо стану вантажу, мореплавних якостей судна, обсягу і розміру пошкоджень та збитків при аваріях тощо.
Сюрвеєр повинен мати необхідні освіту, знання та досвід і для виконання своїх функцій може бути запрошений судновласником, фрахтувальником, вантажовідправником, страховою компанією або іншою зацікавленою особою. За результатами огляду судна або іншого об'єкту сюрвеєр оформляє відповідний акт (звіт), який називається сюрвей-рапортом, або складає аварійний сертифікат. Надалі ці документи лягають в основу рішення страхової компанії при укладанні договору страхування та при враховуються при вирішенні можливих судових спорів чи визначенні розмірів виплати збитків.
Сюрвеєрські послуги є актуальними і у сфері торгово-економічних відносин. Великий обсяг робіт виконують спеціальні сюрвеєрські компанії, що перевіряють значну частину сировинних товарів міжнародної торгівлі, наприклад, Cargo Inspection — Nord West, Inspectorate, Alex Stewart, SGS, ALS Global, Alfred H Knight, IPC Hormann, TopFrame тощо. Подібні компанії на підставі проведених інспекцій визначають кількість і якість товару, придатність транспортних засобів до перевезення вантажів. Як правило, ці інспекції потрібні в місці переходу права власності товару від продавця до покупця. Але спектр надаваних сюрвеєрськими компаніями послуг, насправді, є ширшим, наприклад, на аутсорсингу окремі сюрвеєрські компанії виконують для деяких металургійних та хімічних компаній функції відділу технічного контролю (ВТК), відстежуючи якість продукту.
Інший вид послуг «Full Outturn Guarantee», при яких сюрвеєрська (інспекційна) компанія бере на себе ризики недостачі вантажу між пунктами завантаження, перевалки та вивантаження, тобто вона бере на себе функції страховика. Деякі сюрвеєрські компанії почали освоювати ринки промислової безпеки, контролю якості електричної енергії, сертифікації систем менеджменту, консалтингових послуг тощо.